# Vigor Bovolenta

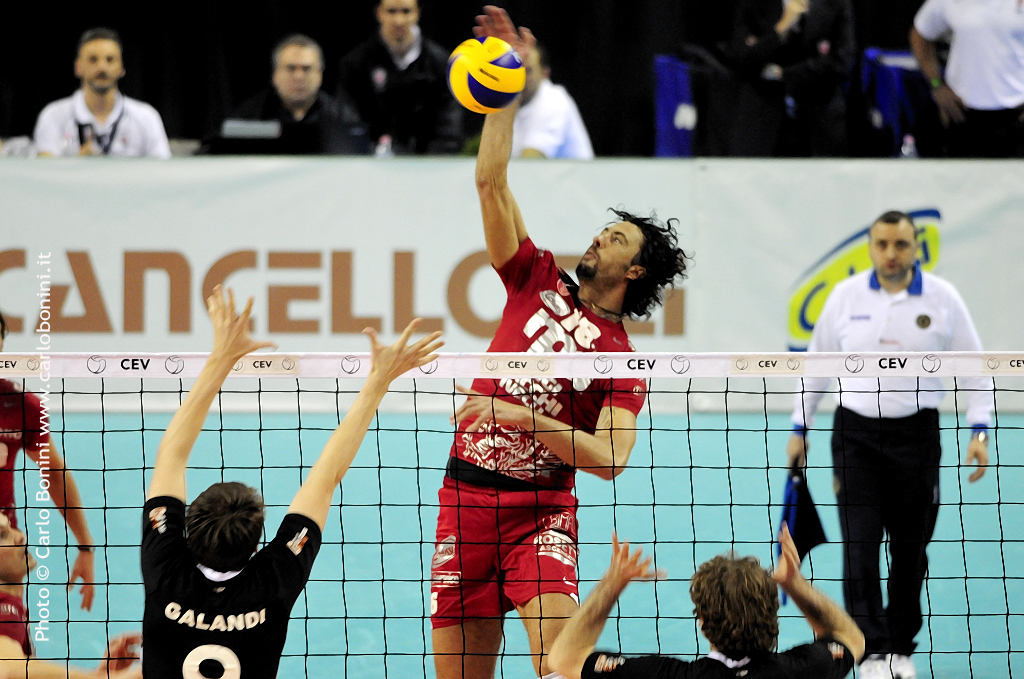
Vigor Bovolenta podczas ataku tzw. krótkiej przeciwko drużynie SCC Berlin w półfinale Pucharu Challenge 2010

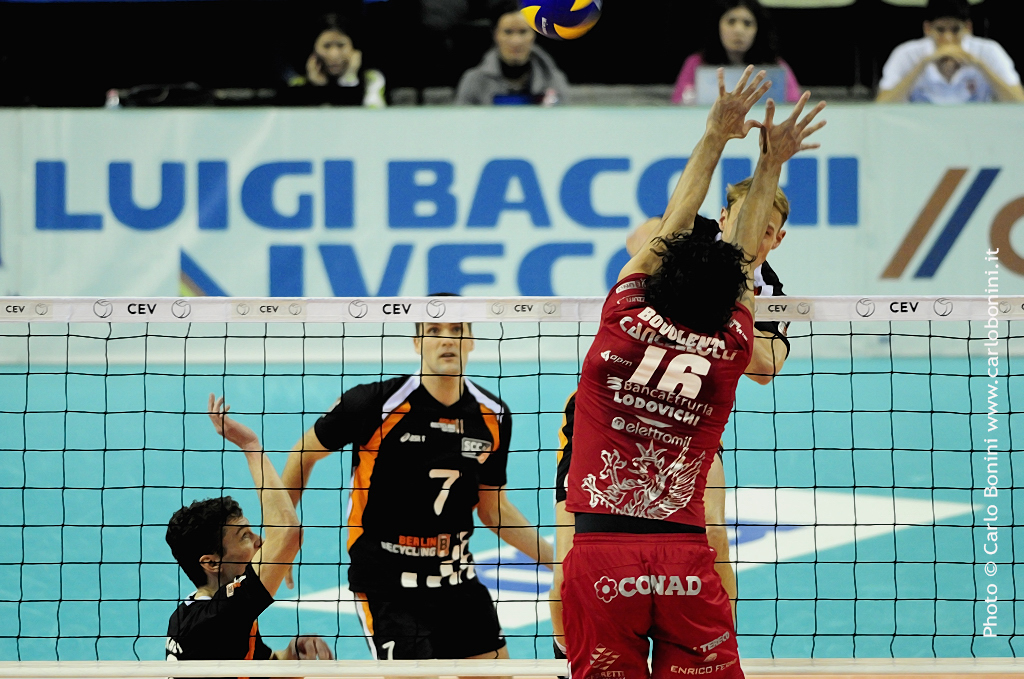
Vigor Bovolenta podczas skakania do bloku przeciwko drużynie SCC Berlin w półfinale Pucharu Challenge 2010

Vigor Bovolenta (ur. 30 maja 1974 w Rovigo, zm. 24 marca 2012 w Maceracie) – włoski siatkarz. Grał na pozycji środkowego. 197 razy wystąpił w reprezentacji Włoch. Zdobył srebrny medal olimpijski w 1996 roku w Atlancie.
Zmarł 24 marca 2012 po tym, jak zemdlał na boisku podczas meczu Serie B2 między Yoga Forlì a rezerwową ekipą Maceraty. Po długich próbach reanimacji Bovolenta został przewieziony do szpitala, gdzie zmarł. Przyczyną najprawdopodobniej był atak serca.

## Życie osobiste
10 stycznia 2010 został ojcem bliźniaczek – Angeliki i Aurory. Matką dziewczynek jest Federica Lisi. Jego syn Alessandro jest siatkarzem.

## Sukcesy klubowe
Puchar Włoch:
- 1991

Mistrzostwo Włoch:
- 1991, 2002
- 1992, 2003, 2004, 2007, 2008

Klubowe Mistrzostwa Świata:
- 1991

Puchar Europy Mistrzów Klubowych:
- 1992, 1993, 1994
- 1995

Superpuchar Europy:
- 1992, 1993

Puchar CEV:
- 1997
- 1996, 2001, 2004, 2007

Liga Mistrzów:
- 2003, 2008

Puchar Top Teams:
- 2006

Puchar Challenge:
- 2010

## Sukcesy reprezentacyjne
Mistrzostwa Europy Juniorów:
- 1992

Mistrzostwa Świata Juniorów:
- 1993

Liga Światowa:
- 1994, 1995, 1997, 1999, 2000
- 1996, 2001
- 2003

Mistrzostwa Europy:
- 1995
- 2001
- 1997

Puchar Świata:
- 1995

Igrzyska Olimpijskie:
- 1996